# Jean-Luc Dépraz
Jean-Luc Dépraz, né le 4 avril 1947 dans la vallée de Joux, est un écrivain et enseignant retraité vaudois.

## Biographie
Jean-Luc Dépraz a notamment enseigné au collège de Beausobre à Morges ainsi que dans différentes écoles de la région.
Auteur de nombreux textes rédigés pour des spectacles, l'un de ses poèmes est primé lors du Concours poétique Tell et Tell Vevey 1991. En 1997, Jean-Luc Dépraz reçoit pour La débâcle le Prix du polar 1997 du Matin et du Département vaudois de justice et police. En 2003 paraît On m'a dit... dans le Jura vaudois.

## Sources
- « Jean-Luc Dépraz », sur la base de données des personnalités vaudoises sur la plateforme « Patrinum » de la Bibliothèque cantonale et universitaire de Lausanne.
- « Jean-Luc Dépraz », dans le catalogue Bibliothèque cantonale et universitaire de Lausanne.
- Journal de Morges, 2003/03/18, no 21
- 24 Heures - La Côte 2007/03/14, p. 25